# Isabel da Costa Ferreira

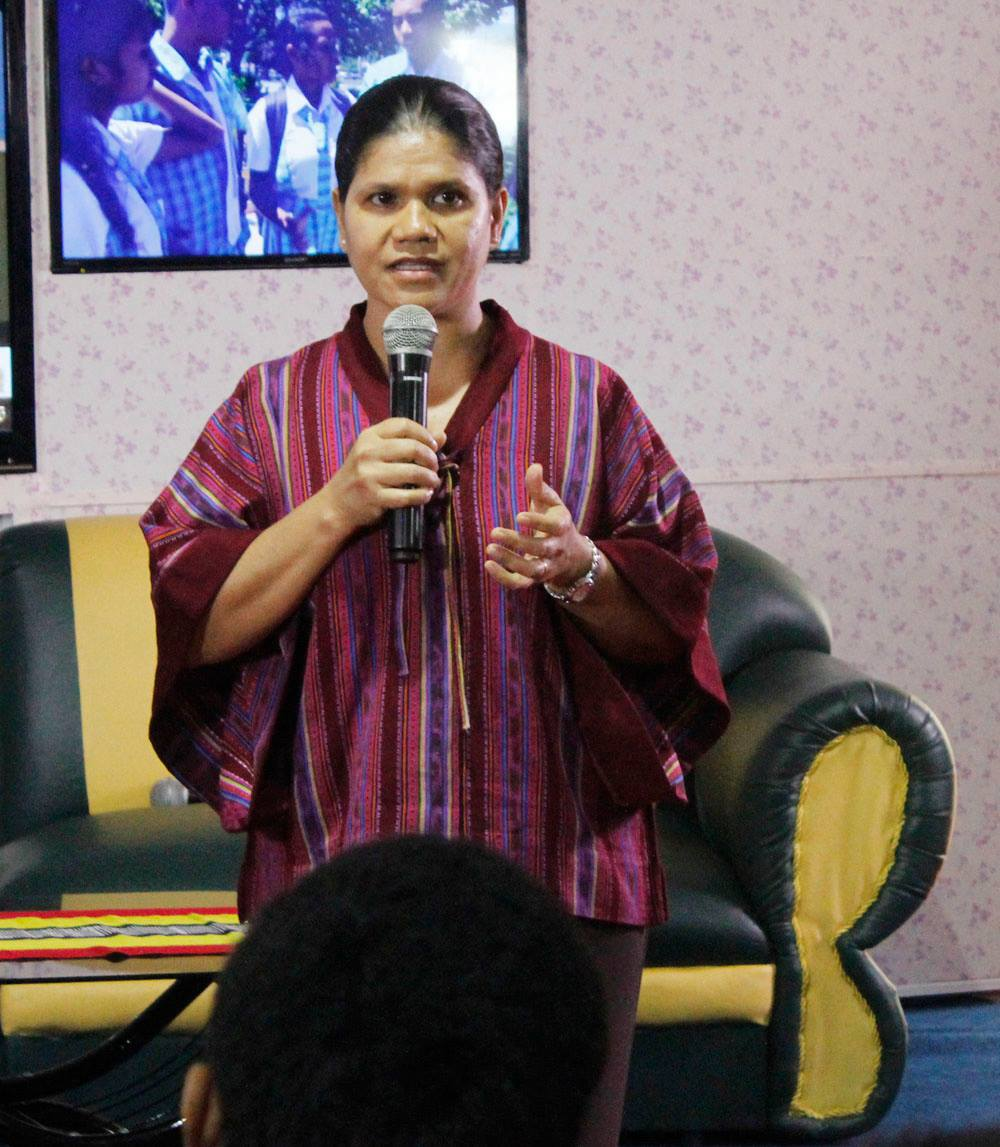
Isabel da Costa Ferreira (2016)

Isabel da Costa Ferreira, auch Isabel Ruak Ferreira (* 15. April 1974 in Same, Portugiesisch-Timor; † 18. Juni 2023 in Dili, Osttimor) war Juristin, Politikerin und seit 2001 die Ehefrau von Osttimors ehemaligem Staatspräsidenten und Premierminister Taur Matan Ruak.

## Werdegang

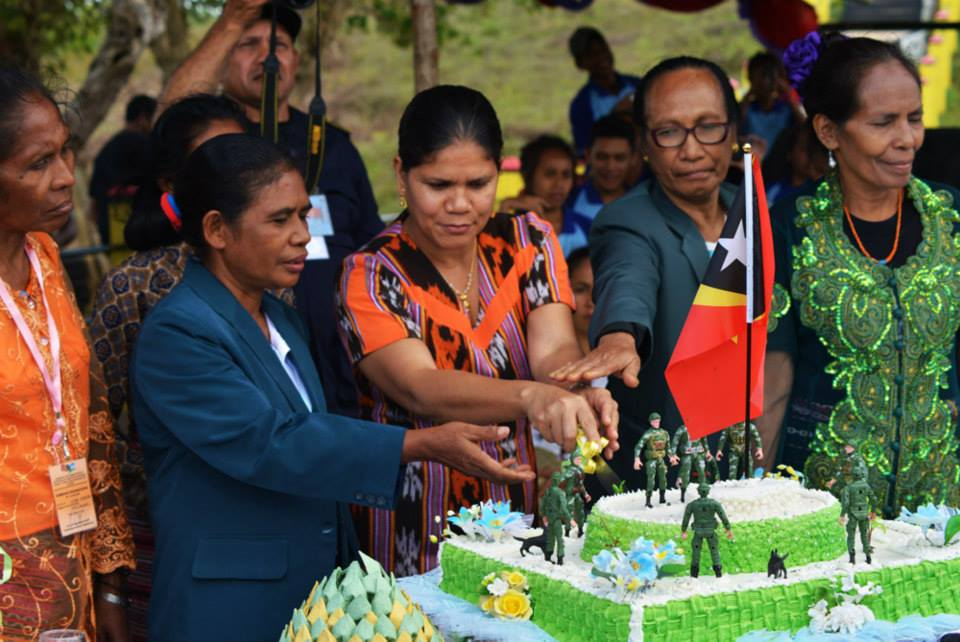
Isabel da Costa Ferreira bei einer Denkmaleinweihung in Souro

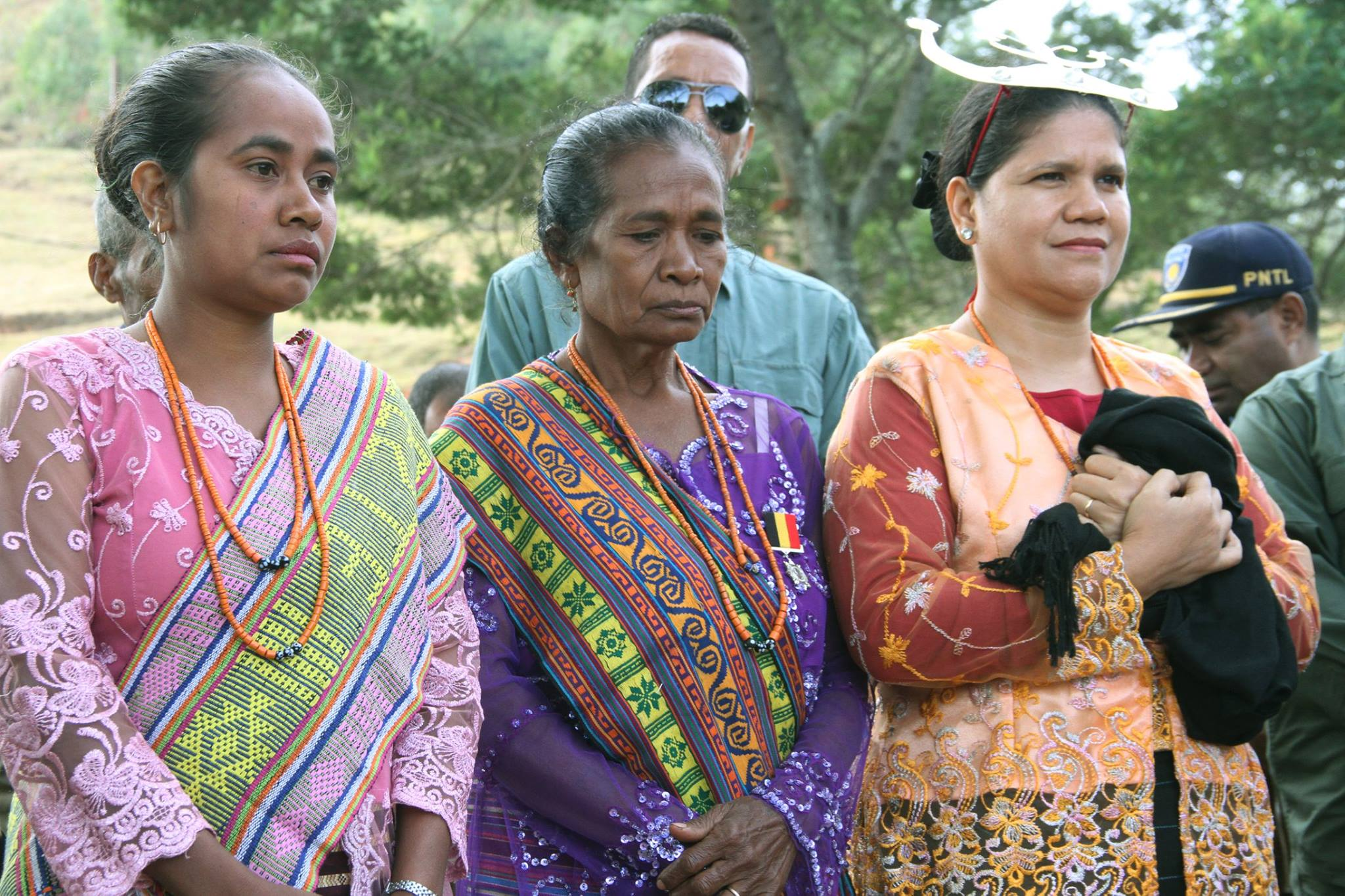
In Fatubessi mit einer Kaibauk (2016)

Isabel da Costa Ferreira wurde als Tochter von Mateus da Costa Ferreira und Ana Flora de Jesus Ferreira in der heutigen Gemeinde Manufahi als zweitjüngste von 13 Geschwistern geboren. 1975 wurde Osttimor von Indonesien besetzt. 1980 begann Ferreira die Grundschule und verließ die Sekundärschule 1993. 1998 machte sie ihren Abschluss in Jura an der National University of Denpasar auf Bali. Als Anwältin engagierte sich Ferreira aktiv gegen Menschenrechtsverletzungen der indonesischen Besatzungsmacht in ihrer Heimat. Von 1998 bis 1999 war sie Generalkoordinatorin der Nichtregierungsorganisation „Kontras Timor-Timur“, die Osttimoresen suchte, die während der seit 1975 bestehenden Besatzung verschwunden waren, und von 1999 bis 2001 Direktorin der „Commission of Human Rights Timor-Loro Sa’e“ (CDHTL).
Bei den Wahlen zur Verfassunggebenden Versammlung am 30. August 2001 erhielt Ferreira einen Sitz als Kandidatin der União Democrática Timorense (UDT). Bei der Ausarbeitung der neuen Verfassung arbeitete sie hauptsächlich an den Menschenrechtsparagraphen mit. Allerdings gab sie den Parlamentssitz ab, als sie als Regierungsmitglied der zweiten Übergangsregierung vom 30. September 2001 bis 19. Mai 2002 unter UN-Administrator Sérgio Vieira de Mello als parteilose Beraterin für Menschenrechte arbeitete. Das Amt behielt sie, wenn auch nicht als Regierungsmitglied, auch unter Premierminister Marí Alkatiri bis 2006. Parallel war Ferreira von 2002 bis 2005 Vizepräsidentin des Roten Kreuzes Osttimors (CVTL) und Mitglied der Wahrheits- und Freundschaftskommission (CTF) von 2005 bis 2008. In der Regierung von Premierminister José Ramos-Horta vom 14. Juli 2006 bis 19. Mai 2007 hatte Ferreira das Amt der stellvertretenden Justizministerin inne. Von 2009 bis 2010 war Ferreira Vorsitzende des Sekretariats zur Unterstützung der Beförderungskommission der Nationalpolizei Osttimors (PNTL) und von 2009 bis 2011 Rechtsberaterin des Staatssekretärs für Verteidigung. Seit 2010 war Ferreira Vorsitzende der Kommission zur Überwachung des Beförderungsprozesses in der Nationalpolizei und von 2011 bis 2015 Kommissarin der Comissão da Função Pública (CFP, deutsch Kommission des öffentlichen Dienstes).

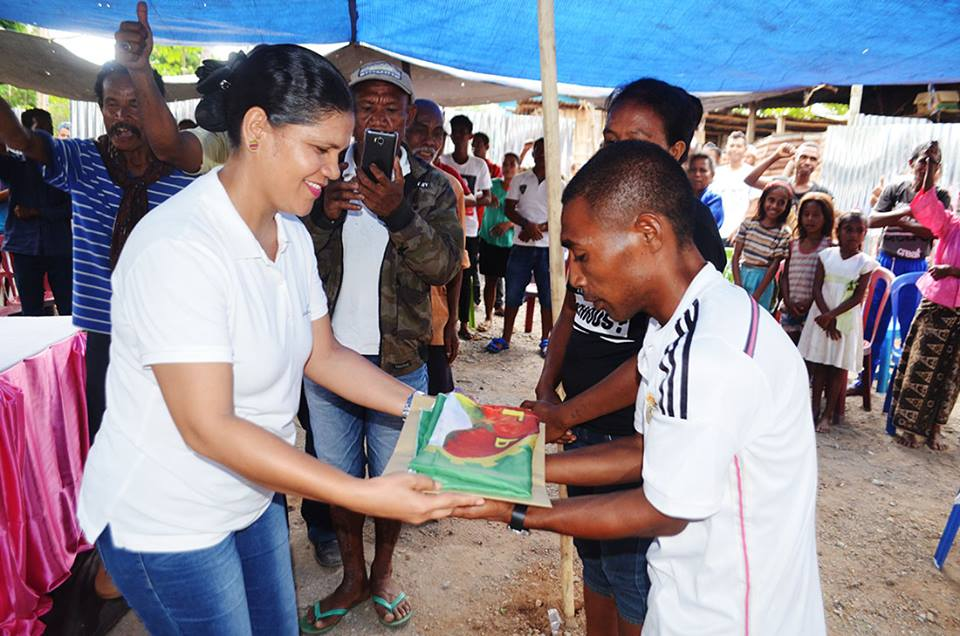
Ferreira am 30. April 2017 bei der Gründung einer PLP-Gruppe in Sananain (Übergabe der Parteiflagge)

Weitere Ämter Ferreiras waren Taskforce-Koordinatorin für den Nationalen Aktionsplan für Menschenrechte (2003–2006), Taskforce-Mitglied für die Ausarbeitung des Gesetzes für ehemalige Kombattanten (2004–2005), Taskforce-Mitglied für die Bildung der Kommission für vermisste Personen (2005), Mitglied der ständigen Gruppe von Regierung und Kirche (2005), Mitglied der Nationalen Kommission für Kinderrechte (2005–2006), Mitglied des Hohen Rates der Justiz (2006–2011), Koordinatorin der Kommission zur Bildung eines Grenzmanagementkomitees (2009–2010), Koordinatorin der Verhandlungskommission für die Zusatzversorgungsvereinbarung der Nationalpolizei (2009–2010) und Mitglied der Reform des Sicherheitssektors (2009–2010). Außerdem nahm Ferreira an zahlreichen internationalen Konferenzen als Rednerin teil.
Mit dem bevorstehenden Ende der Präsidentschaft ihres Mannes begann Ferreira sich in der Partidu Libertasaun Popular (PLP) zu engagieren, der sich Taur Matan Ruak später anschloss, um mit ihr bei den Parlamentswahlen 2018 anzutreten. Ferreira gründete die Frauenorganisation der Partei, die  Mulheres e Familias do Partido de Libertação Popular. Auch zur Gründung von PLP-Ortsverbänden reiste sie durch das Land. Nach den Parlamentswahlen wurde Taur Matan Ruak neuer Premierminister Osttimors.
Am 28. Januar 2022 übergab Ferreira die Unterlagen zu ihrer Kandidatur beim Tribunal de Recurso (deutsch Berufungsgericht) für die Präsidentschaftswahlen in Osttimor 2022. Ferreira schied in der ersten Runde der Wahlen aus. Sie hatte nur 4.219 Stimmen (0,6 %) erhalten.
Ferreira starb am 18. Juni 2023 im Hospital Nacional Guido Valadares an Krebs. Sie wurde am 21. Juni nach dem Requiem in der Kirche von Balide auf dem Friedhof von Becusi beerdigt.

## Privates

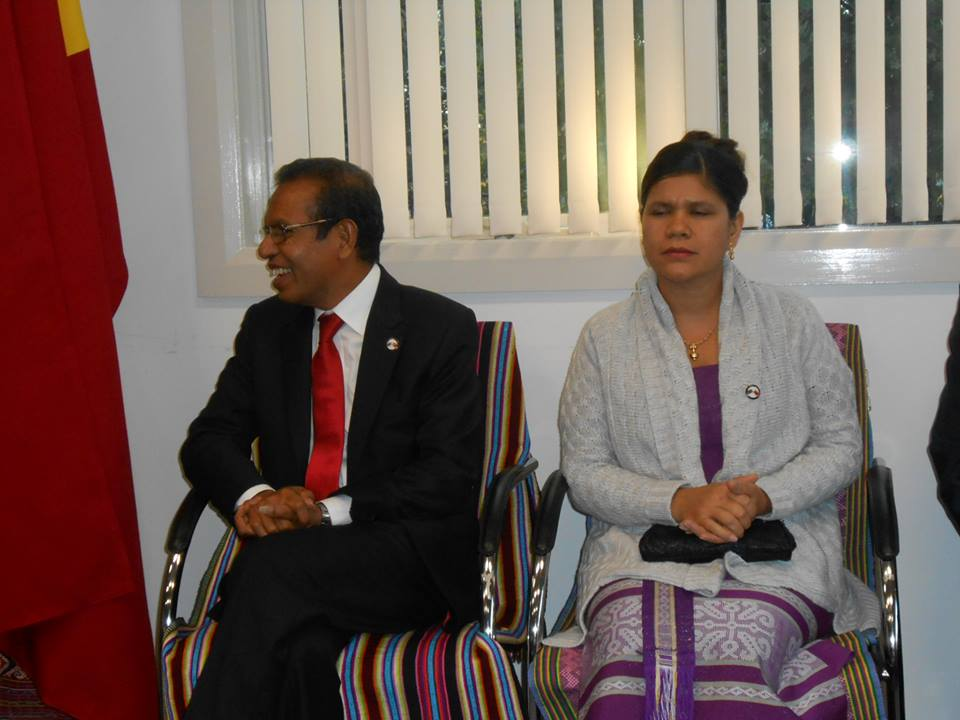
Isabel da Costa Ferreira mit ihrem Mann Taur Matan Ruak (2013)

Ferreira war seit Mai 2001 mit Taur Matan Ruak verheiratet. Gemeinsam hatten sie zwei Töchter und einen Sohn. Ferreira sprach Tetum, Portugiesisch und Bahasa Indonesia.